# یواس‌اس همل (ای‌وی‌پی-۴۳)
یواس‌اس همل (ای‌وی‌پی-۴۳) (به انگلیسی: USS Hempstead (AVP-43)) یک کشتی بود که طول آن ۳۱۱ فوت ۸ اینچ (۹۵٫۰۰ متر) بود.